# Fuoco/Esse
Fuoco/Esse è un singolo del rapper italiano Shiva, pubblicato il 2 ottobre 2017 come secondo estratto dal secondo album in studio Solo.

## Video musicali
Il video di Fuoco, diretto da Simone Mariano, è stato reso disponibile due giorni dopo il lancio del singolo attraverso il canale YouTube dell'etichetta. Il video di Esse, diretto da Emanuele Pisano x Honiro Factory, è stato pubblicato il 15 novembre 2017 sul medesimo canale.

## Tracce
1. Fuoco – 2:59
2. Esse – 3:22

## Formazione
- Shiva – voce
- Enemies – produzione